# Palácio de Catarina

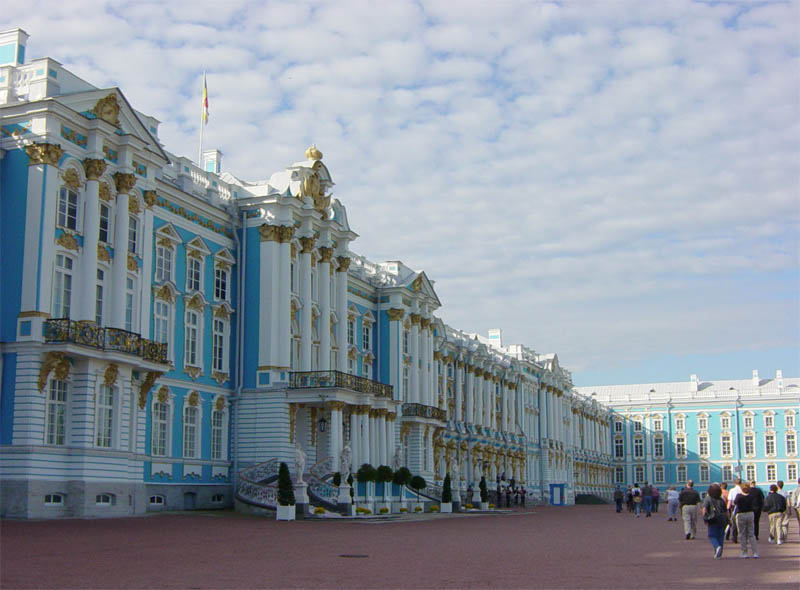
Fachada Norte do Palácio de Catarina - pátio das carruagens.

O Palácio de Catarina (em russo: Екатерининский дворец) é um palácio Rococó da Rússia, que serviu de residência de Verão aos Czares. Fica localizado na cidade de Tsarskoye Selo (Pushkin durante o período soviético), 25 quilómetros a Sudeste de São Petersburgo.

## História
A residência teve origem em 1717, quando Catarina I encarregou o arquiteto Johann-Friedrich Braunstein de construir um palácio de Verão para seu prazer. Em 1743, a Imperatriz Ana contratou Mikhail Zemtsov e Andrei Kvasov para expandir o Palácio de Catarina. A Imperatriz Isabel, no entanto, achou a residência da sua mãe fora de moda e incómoda, pelo que em Maio de 1756 pediu ao seu arquiteto da Corte, Bartolomeo Rastrelli, que demolisse a velha estrutura e a substituísse por um edifício muito maior no estilo Rococó flamejante. A construção estendeu-se por quatro anos e no dia 30 de Julho de 1756, o arquiteto apresentou o inteiramente novo palácio de 325 de comprimento à Imperatriz, aos seus deslumbrados cortesãos e aos estupefactos embaixadores estrangeiros.

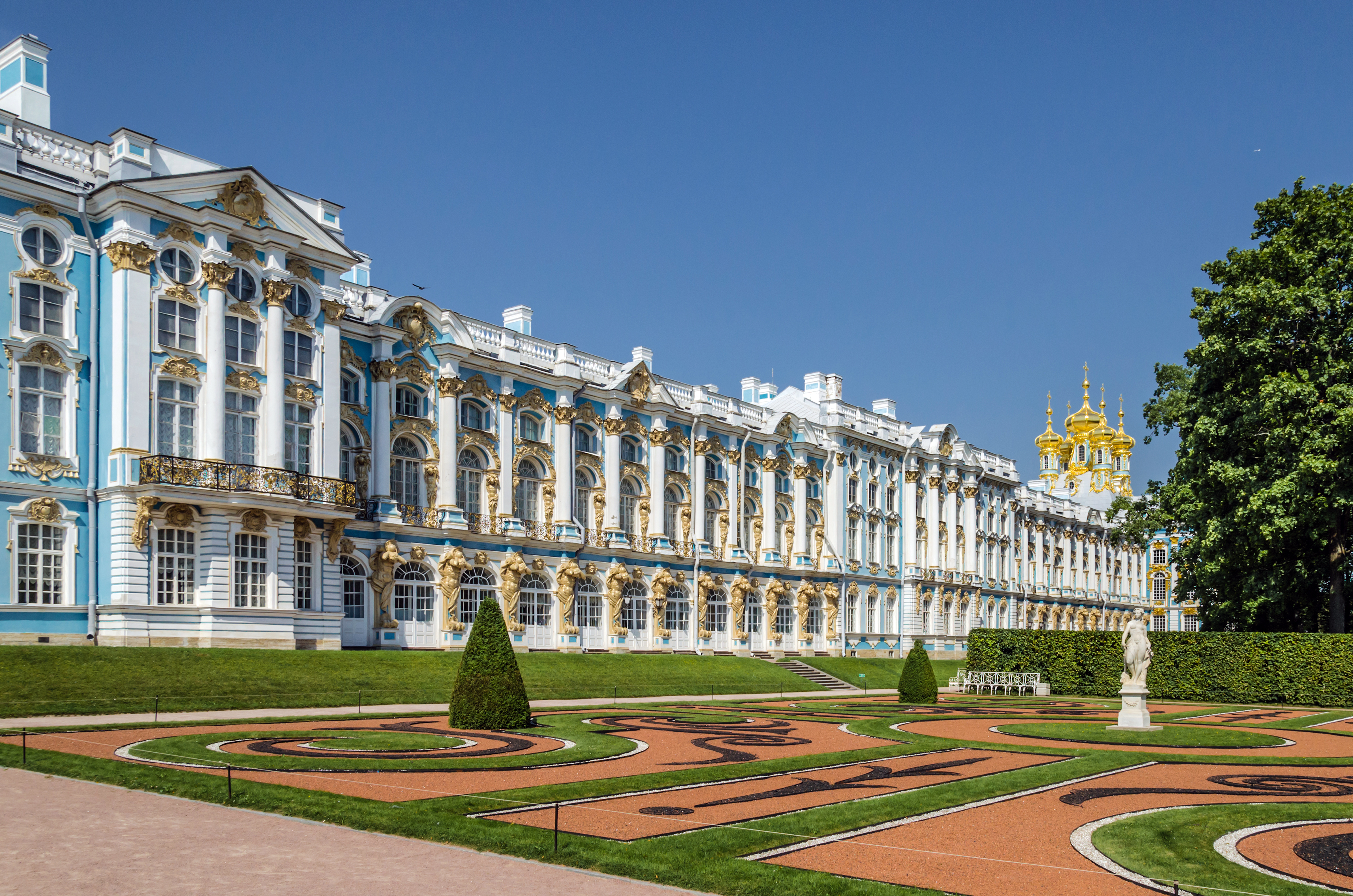
Fachada Sul do Palácio de Catarina - vista a partir do jardim.

Durante a vida de Isabel, o palácio teve fama pelo seu opulento exterior. Foram usados mais de 100 kilogramas de ouro para dourar a sofisticada fachada de estuque e numerosas estátuas erguidas no telhado. Existiram mesmo rumores de o telhado do palácio era inteiramente construído em ouro. Em frente do palácio foi realizado um grande jardim formal. Este era centrado no Pavilhão do Eremitério próximo do lago, desenhado por Zemtsov em 1744, revisto por Rastrelli em 1749 e antigamente coroado por uma escultura dourada representando A Violação de Perséfone. O interior do pavilhão apresenta mesas de jantar com mecanismos giratórios. A grande entrada do palácio é flanqueada por duas circunferências massivas, igualmente em estilo Rococó. Uma delicada grade em ferro fundido separa o complexo, da cidade de Tsarskoye Selo.
Apesar de o palácio estar popularmente associado a Catarina, a Grande, ela, na verdade, olhava a sua arquitetura de "creme batido" como fora de moda. Quando subiu ao trono, um grande número de estátuas no parque estavam cobertas de ouro, de acordo com as últimas vontades da Imperatriz Isabel. Contudo, a nova monarca mandou suspender todos os trabalhos depois de ser informada dos custos. Nas suas memórias, Catarina censura a incauta extravagância da sua predecessora: "O palácio estava então a ser construído, mas foi o trabalho de Penélope: o que foi feito hoje, foi destruído amanhã. Esta casa foi deitada abaixo seis vezes até às fundações e depois construída de novo, antes de chegar ao estado atual. Foi gasta uma soma de um milhão e seiscentos mil rublos na construção. Existem contas para provar isto; mas além desta soma, a Imperatriz gastou muito dinheiro do seu próprio bolso que nunca foi contabilizado".

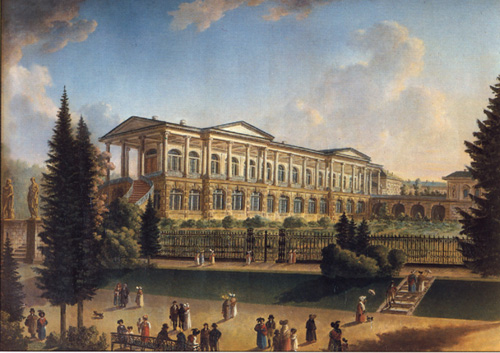
A Galeria Cameron representada numa gravura oitocentista.

Em ordem a satisfazer a sua paixão pela arte antiga e Neoclássica, Catarina empregou o arquiteto escocês Charles Cameron que, além de remobilar o interior de uma ala ao estilo Neo-Palladiano então em voga, também construiu os aposentos pessoais de Imperatriz, uma estrutura nada modesta em estilo Greco-Revivalista, conhecida como Salas Ágata, situada à esquerda do grande palácio. Notável pela sua elaborada decoração em jaspe, as salas foram desenhadas para se ligarem com os Jardins Suspensos, os Banhos Quentes e a Galeria Cameron (a qual ainda acolhe uma coleção de estatuária em bronze) - três edifícios neoclássicos construídos de segundo os desenhos de Cameron. De acordo com os desejos de Catarina, foram erguidas muitas estruturas notáveis, para seu divertimento, no Parque de Catarina. Entre estas incluem-se o Almirantado Holandês, o Pagode Ranjente, a Coluna Chesme, o Obelisco Rumyantsev e a Ponte de Mármore.

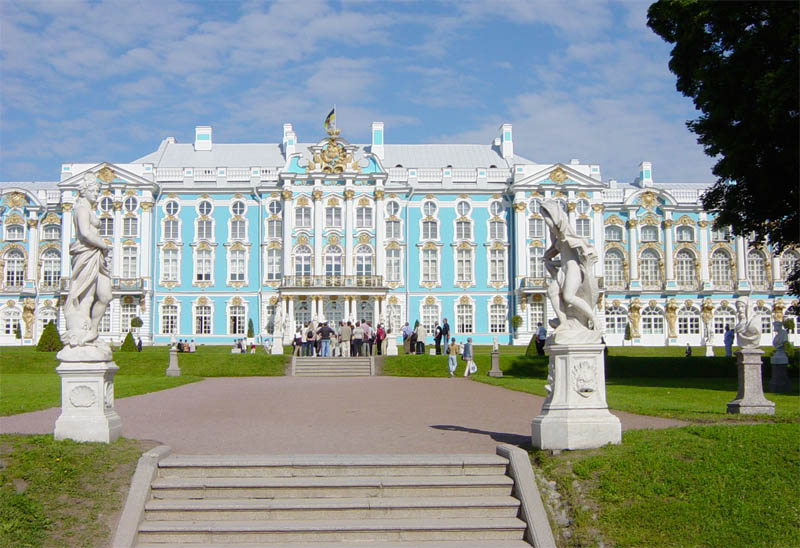
Fachada Sul do Palácio de Catarina - vista a partir do Pavilhão do Eremitério.

Depois da morte de Catarina, em 1796, o palácio foi abandonado a favor do Palácio de Pavlovsk. Monarcas subsequentes preferiram residir no vizinho Palácio de Alexandre e, com apenas duas excepções, privaram-se de fazer novas adições ao Palácio de Catarina, olhando-o como um esplêndido monumento à abundância de Isabel e à glória de Catarina. Em 1817, Alexandre I contratou Vasily Stasov para remobilar alguns interiores da residência da sua avó, em estilo Estilo Império. Vinte anos mais tarde, foi construída a magnífica Escadaria Stasov para substituir a velha escadaria circular que conduzia à Capela Palatina. Infelizmente, a maior parte dos interiores de Stasov - especificamente os datados do reinado de Nicolau I - não foram restaurados depois das destruições da Segunda Guerra Mundial.

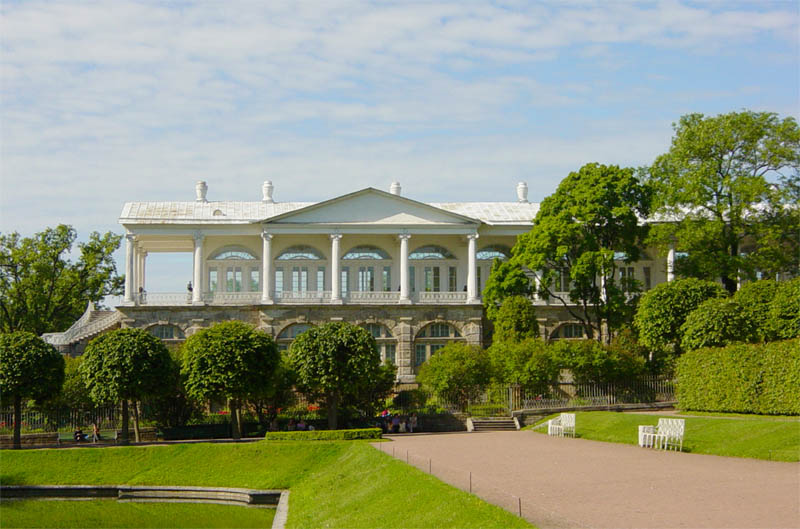
A Galeria Cameron no século XXI.

Quando as forças militares germânicas recuaram depois do Cerco a Leninegrado, destruíram intencionalmente a residência, deixando, apenas, a carcaça do palácio para trás. Antes da Segunda Guerra Mundial, os arquivistas russos decidiram remover uma fração dos seus conteúdos, o que se mostrou de grande importância na reconstrução do palácio. Apesar de a maior parte da reconstrução ter ficado pronta a tempo das comemorações do Tricentenário de São Petersburgo, em 2003, ainda se requer muito trabalho para devolver o palácio à sua antiga glória. Em ordem a atrair fundos, a administração do palácio tem arrendado ultimamente o Grande Hall para alguns eventos notáveis, tal como o concerto de Elton John para uma audiência de elite, em 2001, e a festa exclusiva de 2005, na qual foram realizados os desejos de Bill Clinton, Tina Turner, Whitney Houston, Naomi Campbell e Sting.
No filme animado "Anastasia", produzido em 1997 pela Twentieth Century Fox, o Palácio de Catarina é apresentado (de modo pouco preciso) como a casa da Família Imperial.

## Estrutura

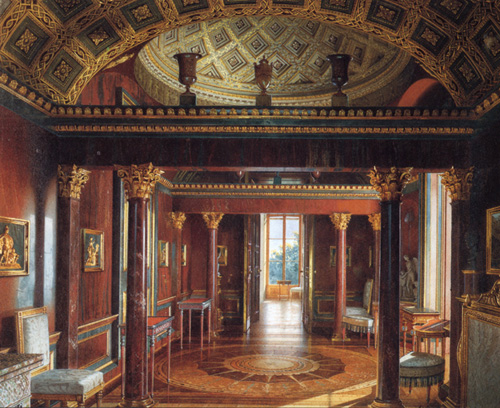
As Salas Ágata de Catarina II.

Apesar de os interiores neoclássicos de Stasov e Cameron serem soberbas manifestações do gosto de finais do século XVIII e início do século XIX, o palácio é mais notado pelo grande conjunto de salas formais de Rastrelli, conhecida como Fileira Dourada. Este conjunto começa no espaçoso e arejado salão de baile, o "Grande Hall" ou "Hall das Luzes", com um espectacular tecto pintado, e compreende numerosas salas mais pequenas com decorações distintas, incluindo uma reprodução da Câmara de Âmbar.

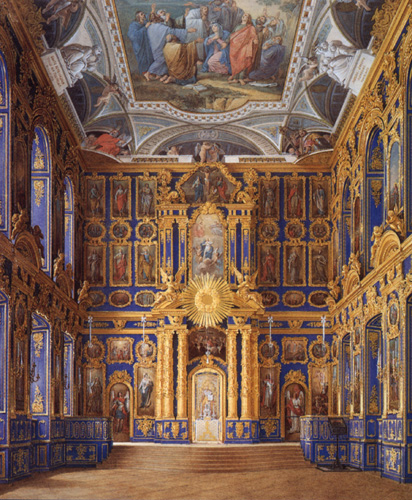
A Capela Palatina.

O Grande Hall, ou Galeria das Luzes como era chamado no século XVIII, é um aposento formal, no estilo Barroco russo, desenhado por Bartolomeo Rastrelli entre 1752 e 1756. O Grande Hall foi pensado para receber as recepções mais importantes, como bailes, jantares formais e bailes e bailes de máscaras. A galeria foi pintada em duas cores, cobrindo uma área aproximada de 1 000 metros quadrados. Ocupando toda a largura do palácio, as janelas do lado Este têm vista para o parque, enquanto que as do lado Oeste estão viradas para a praça do palácio. Ao serão, eram acesas 696 lâmpadas em 12 a 15 candeeiros localizados próximo dos espelhos. Os entalhes esculturais e dourados, e as ornamentações da galeria foram criados de acordo com esboços de Rastrelli e modelos de Johann Franz Dunker.
Para além do Grande Hall fica a sala de jantar para os cortesãos de serviço (a Sala de Jantar dos Cortesão de Serviço). A sala foi desenhada por Rastrelli em meados do século XVIII. A pequena sala é iluminada por quatro janelas, as quais têm vista para o pátio formal. O arquitecto instalou falsas janelas com espelhos e vidro espelhado na parede oposta, tornando a sala mais espaçosa e luminosa. Decorada no típico estilo barroco para interiores, a sala é recheada com entalhes de parede dourados, peças douradas complexas nas paredes e padrões ornamentais de flores estilizadas. O mural do tecto foi pintado por um bem conhecido aluno da Escola Russa de meados do século XVIII. Este baseia-se mo mito grego do deus do Sol Hélio e da deusa do amanhecer, Eos.

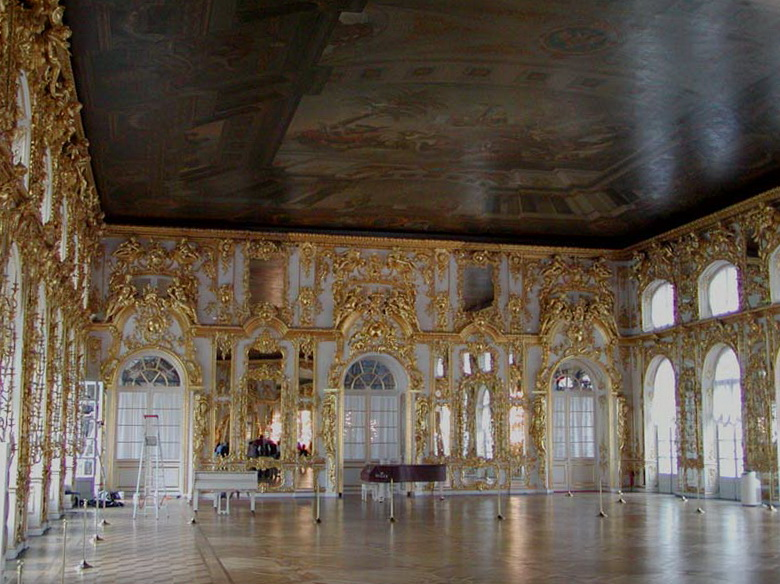
O salão de baile.

Em frente da Sala de Jantar dos Cortesão de Serviço, do outro lado da Escadaria Principal, fica a Sala de Jantar Branca Formal. Esta sala foi usada para os jantares formais da Imperatriz, ou "refeições de serão". As paredes da galeria de jantar foram decoradas com a máxima extravagância, através do recurso a entalhes dourados. Os mobiliários consistem em consolas, igualmente, com entalhes dourados. A pintura do mural, O Triunfo de Apolo, é uma cópia de uma pintura concluída no século XVI pelo artista italiano Guido Reni.
A Galeria dos Retratos é um antigo aposento que cobre um espaço de 100 metros quadrados. As paredes da sala ostentam retratos formais da Imperatriz Catarina I, da Imperatriz Isabel I, assim como pinturas de Natalya Alexeyevna, irmã de Pedro, o Grande, e da Imperatriz Catarina II. Os pavimentos embutidos da sala contêm madeiras preciosas. A Sala de Estar de Alexandre I foi desenhada entre 1752 e 1756, pertencendo à suite privada do Imperador. A sala de estar destaca-se do resto das salas formais do palácio devido ao facto de as paredes terem sido cobertas com seda chinesa. As outras decorações da sala são típicas das salas formais do palácio, como o mural do tecto e os entalhes dourados. Nesta sala estão expostas porcelanas japonesas, chinesas e de Berlim.

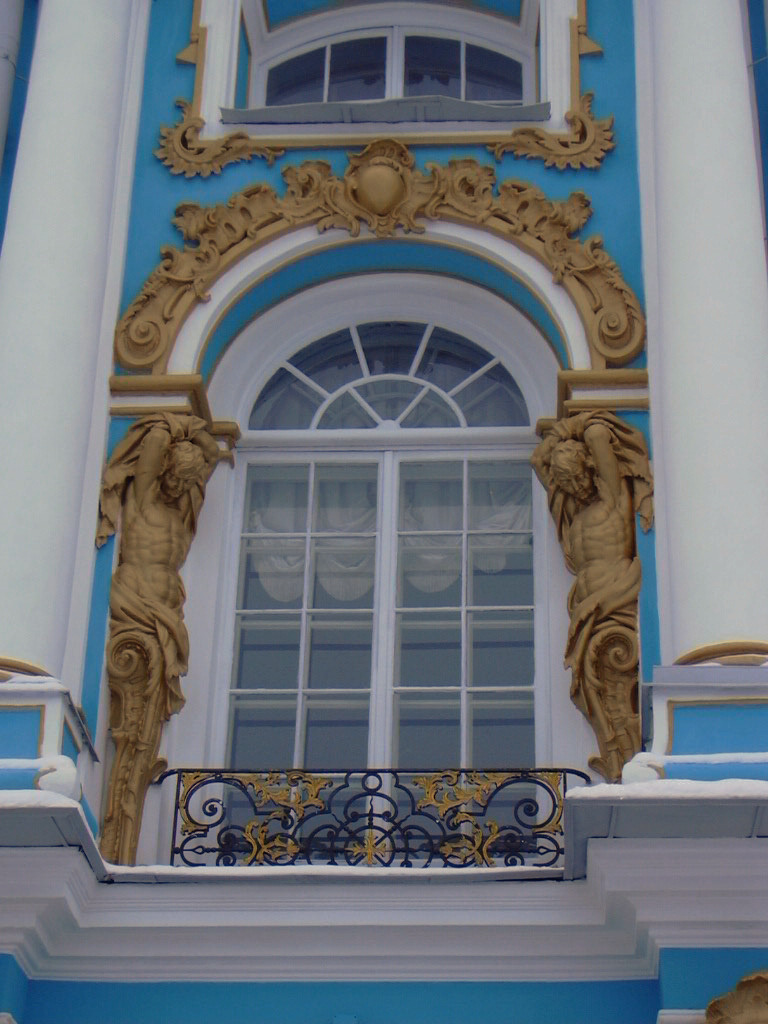
Detalhe de uma janela.

A Sala de Jantar Verde, a qual substituiu o Jardim Pênsil de Rastrelli em 1773, é a primeira das salas na aça Norte do Palácio de Catarina, tendo sido desenhada por Cameron para o futuro Imperador Paulo e para a sua primeira esposa. As paredes da sala, em cor de pistáchio, são revestidas com figuras de estuque, criadas por Ivan Martos. Durante o grande incêndio de 1820, a sala foi seriamente danificada, partilhando assim o destino com outros interiores de Cameron. Seria restaurada mais tarde sob a direcção de Stasov.
Outros dos interiores de Cameron são:
- a Sala de Espera, com o pavimento embutido de jacarandá, amaranto e mogno, e elegantes mesas Chippendale;
- a Formal Sala de Jantar Azul, com papéis de parede branco e azul, em seda, e chaminés de mármore de Carrara;
- a Sala de Jantar Azul Chinesa, uma curiosa combinação do estilo Adam com a Chinoiserie;
- a Antecâmara do Voro, com paredes revestidas com seda adamascada;
- e o boudoir colunado de Alexandre I, executado no estilo Pompeiano.

## Os Jardins
O Jardim do Palácio de Catarina é composto de duas partes: o Jardim Regular (Jardim Antigo) - e o Jardim Paisagístico (Inglês). Dizem que o Jardim Velho ou Holandês foi iniciado pelo Imperador Pedro I.
Foram os mestres jardineiros holandeses Jan Roosen e Johann Vocht que projetaram o Velho Jardim na década de 1720 em três terraços em frente ao palácio imperial. Em meados do século XVIII, o jardim foi ampliado, remodelado e decorado com esculturas de Bartolomeo Francesco Rastrelli, que projetou o Hermitage e a  Grotto, além de uma colina costeira.

### Hermitage
O pavilhão Hermitage no Jardim do Palácio de Catarina em Tsarskoye Selo foi originalmente projetado por Mikhail Zemtsov. As fundações começaram na primavera de 1744 e foram concluídas no outono do mesmo ano. Em 1749, no entanto, as fachadas do pavilhão construídas naquela época foram reconstruídas de acordo com um novo projeto de Bartolomeo Rastrelli. A assinatura exclusiva do arquiteto-chefe da Imperatriz Elizabeth está presente nos aspectos excepcionalmente complexos que o edifício apresenta ao espectador quando visto de perto.

Pavilhões como este com um nome tirado da língua francesa eram uma característica comum dos jardins regulares do século XVIII. Eles tinham a intenção de permitir que o dono da propriedade descansasse e jantasse na companhia de um grupo selecto e estivessem localizados na área “selvagem” do parque. Para evitar a presença inibidora de empregados, tais pavilhões eram usualmente equipados com mecanismos que permitiam que as mesas fossem levantadas e abaixadas.

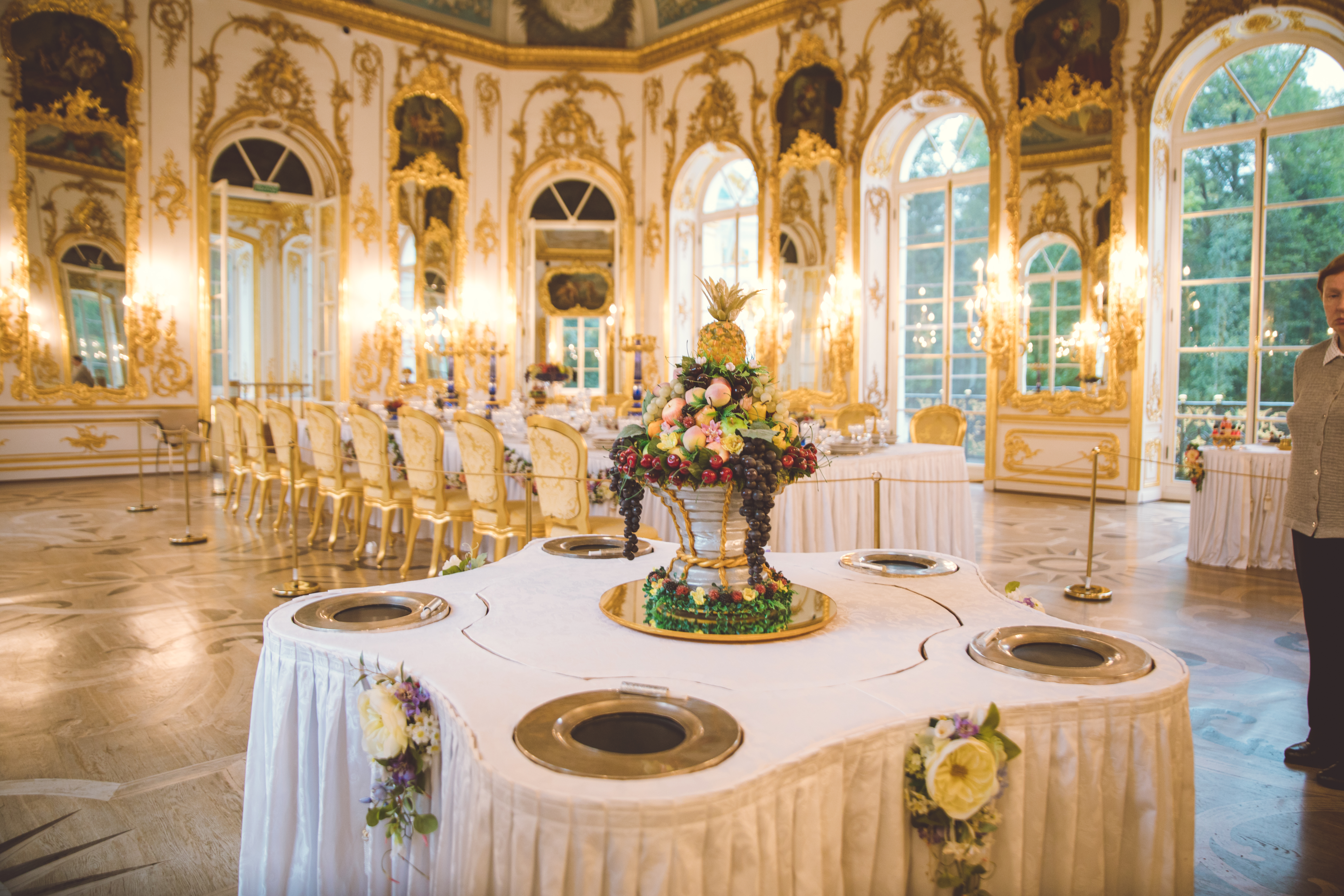
Interior do Pavilhão Hermitage no Palácio de Catarina
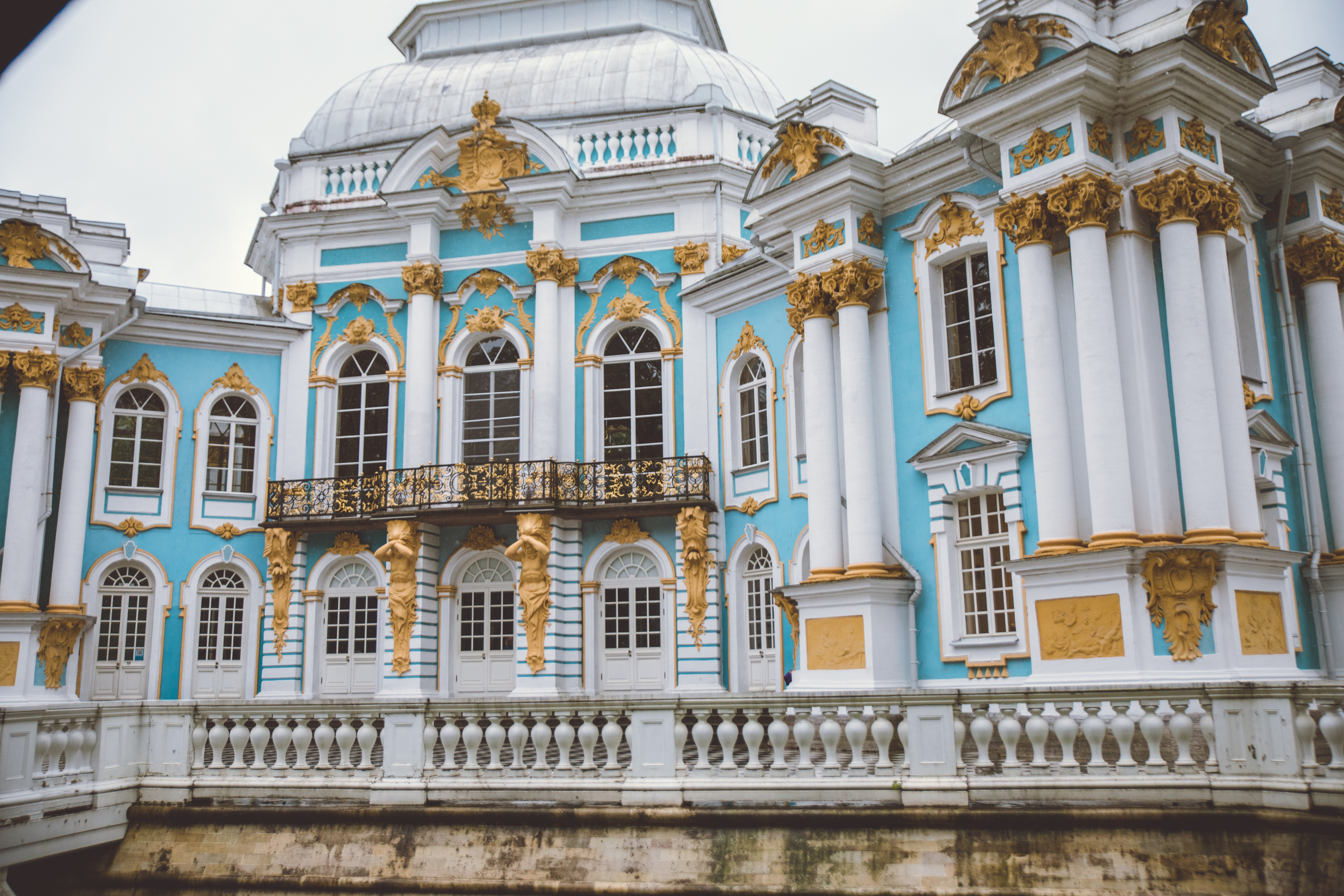
Exterior do Pavilhão Hermitage no Palácio de Catarina

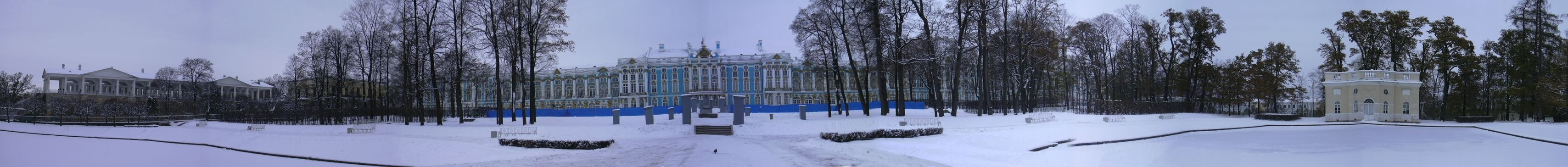
Vista panorâmica do Palácio de Catarina.

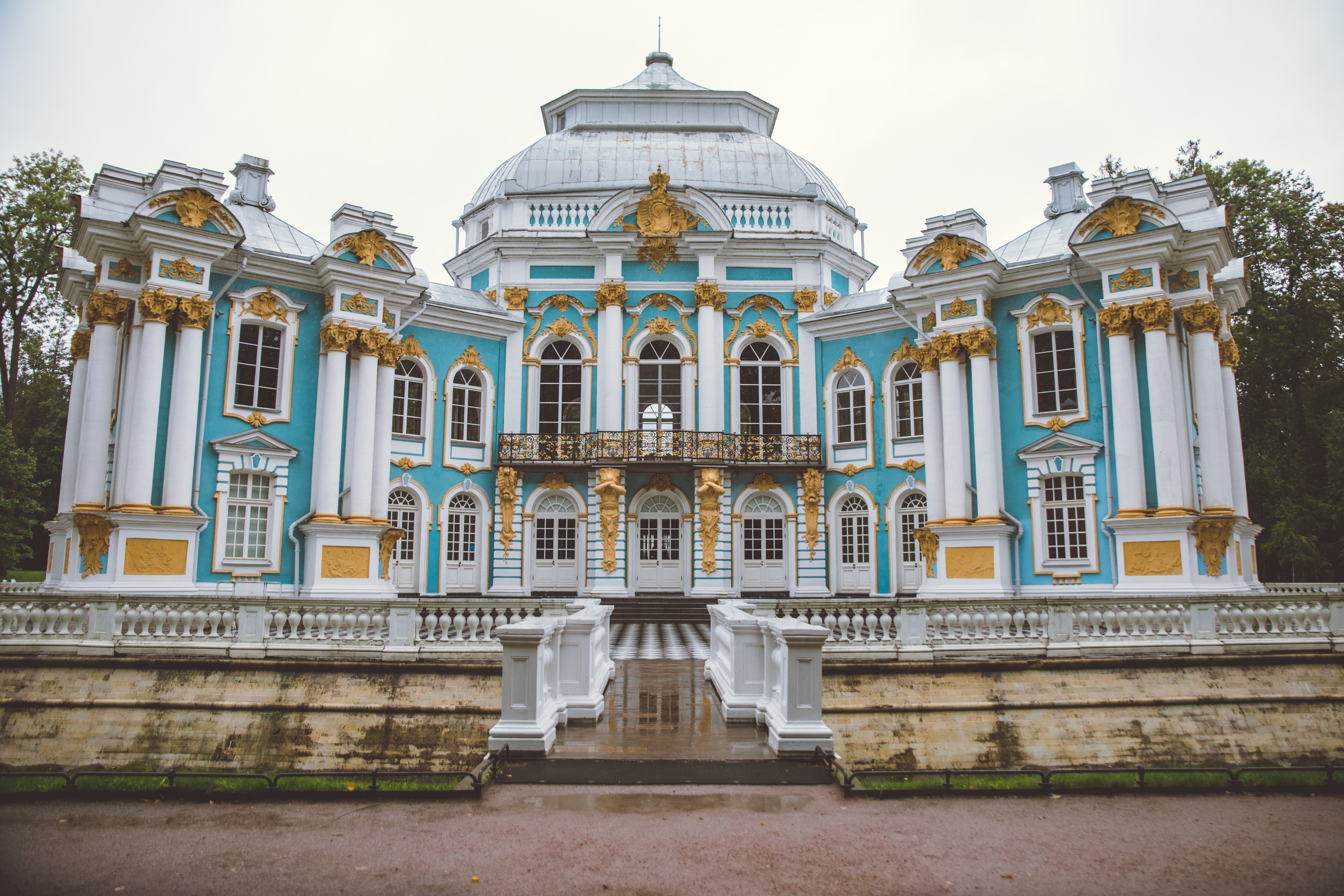
Exterior do Pavilhão Hermitage no Palácio de Catarina